# Traité de Doak's Stand

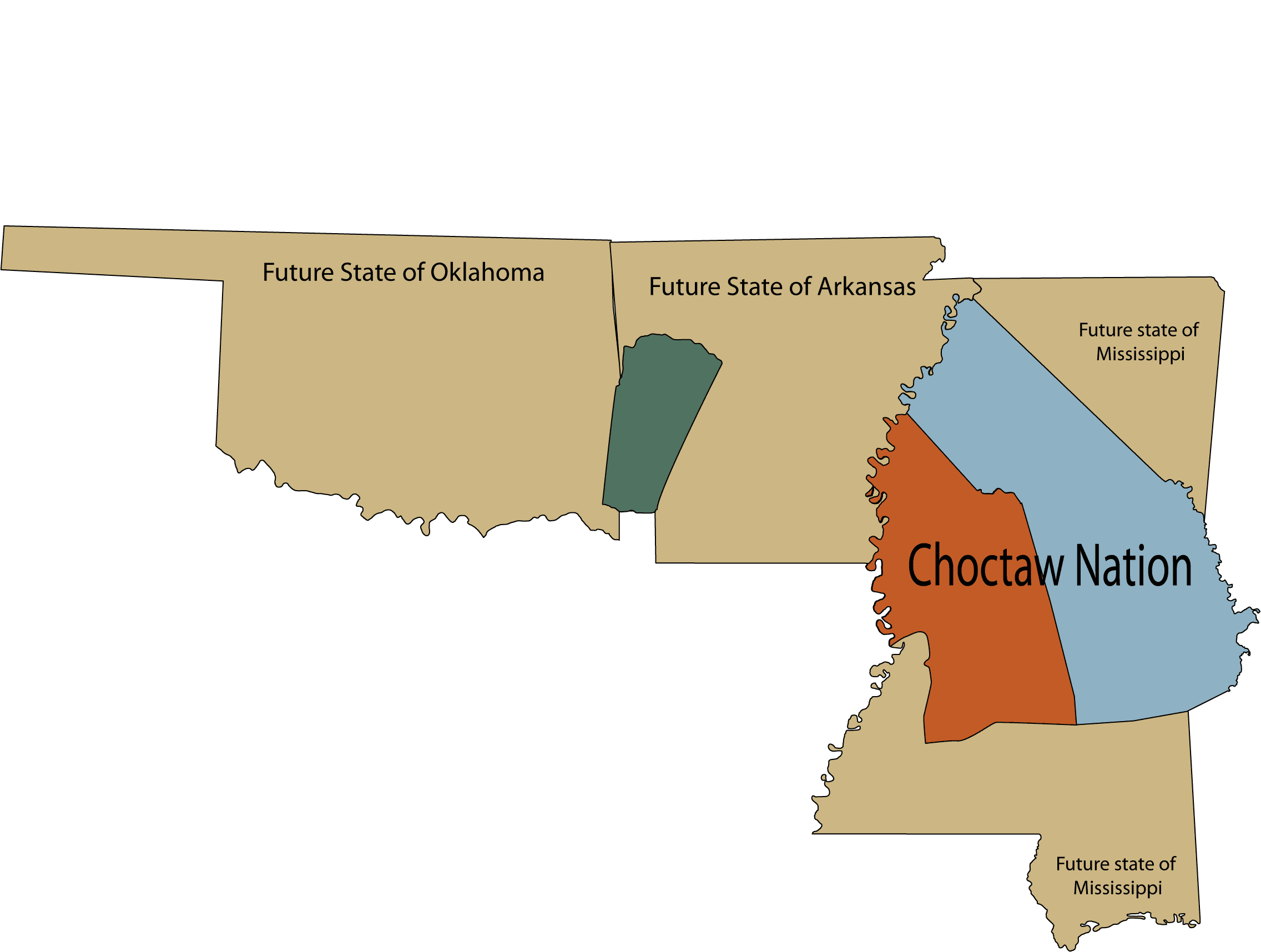
Carte schématisant les termes du traité : le territoire en orange à l'est du Mississippi est dévolu aux États-Unis, le territoire en vert est attribué aux Chactas.

Le traité de Doak's Stand est un traité signé le 18 octobre 1820 entre le gouvernement des États-Unis et les Chactas. Négocié par Andrew Jackson, futur président des États-Unis, le traité établissait un nouveau territoire pour les Chactas à l'ouest du Mississippi en échange de près de la moitié de leurs terres à l'est du fleuve.